# Euglenoidea
Euglenóides ou euglenófitas são um grupo de Excavata integrantes do filo Euglenozoa (também chamado de Divisão Euglenophyta na botânica) e classe Euglenoidea, que vivem em água doce. Como exemplo desses protistas pode-se citar a Euglena viridis, que é dotada de um flagelo frontal e se reproduz por cissiparidade. Quando sua reprodução é intensa, a água pode exibir coloração esverdeada.
Os gêneros Euglena e Peranema estão entre os mais familiares. O corpo é alongado com uma invaginação, o reservatório, na extremidade anterior. O citóstoma está na base do reservatório e ligado a uma citofaringe. Algumas espécies possuem vacúolo contrátil que descarrega no reservatório, e dois flagelos, cada um apresentando uma série de mastigonemas.

## Registro fóssil
Com algumas exceções, euglenídeos não produzem nenhum componente rígido que seja capaz de permanecer ao longo das eras. Por isso, euglenídeos são incomuns do registro fóssil. No entanto, alguns representantes fotoautotróficos possuem faixas peliculares bastante espessas, que poderiam, presumivelmente fossilizar. Contudo, um fóssil de natureza enigmática, de feições euglenoides, foi descoberto em depósitos datados do período Siluriano, em leitos fluviais na Pensilvânia e em Nova York, EUA. Aparentemente, fósseis mais conclusivos de euglenídeos tem sido descobertos em pedras datados do período Terciário.

## Estrutura Celular
O Phylum Euglenophyta apresenta indivíduos de organização celular eucariótica e tal sempre unicelular. Existem euglenófitos heterotróficos, fotoautotróficos facultativos e indivíduos parasitas. Os indivíduos  apresentam dois corpos basais e um ou dois flagelos emergentes. Certas Euglenophyta possuem dois flagelos emergentes, enquanto que outras apresentam dois flagelos, mas apenas um deles é emergente.  Essa organela emerge de uma invaginação anteriormente posicionada na célula, que consiste de uma porção estreita e tubular, chamada canal e uma câmara esférica ou piriforme, chamada de reservatório. O reservatório recebe água descarregada pelo vacúolo contráctil, que tem função osmorregulatória na célula.
O envoltório celular é constituído por uma película, que ocorre abaixo da membrana plasmática. Sua composição química é predominantemente protéica e lipídica, sendo o restante constituído de carboidratos.  A película consiste de inúmeras “estrias”  sobrepostas. Cada estria tem uma terminação mais fina e outra mais espessada.
Alguns euglenóides possuem uma película flexível que permite à célula apresentar um movimento característico que, no meio aquoso ou úmido, se denomina movimento euglenóide (metabolia).
Numerosos cloroplastos são encontrados nas células euglenóides usualmente têm forma discóides ou placóides com um pirenóide central. Pirenóide é uma região proteinácea dos cloroplastos, rica na enzima rubisco, e que por isto, comumente está relacionada com a formação de produtos de reserva da fotossíntese. Nos cloroplastos ocorrem três membranas, duas do envelope do cloroplasto e a mais externa, a membrana do cloroplasto retículo endoplasmático.
Os pigmentos fotossintetizantes são a clorofila a e a clorofila b e o β-caroteno, algumas euglenófitas apresentam a xantofila diadinoxantina.
Grânulos de paramilo  estão presentes no citoplasma atuando como substância de reserva. Em alguns casos, a crisolaminarina pode em alguns casos substituir os gânulos de paramilo como forma de reserva.

## Características especificas do grupo
Os estigmas são um conjunto de gotículas de lipídios de coloração vermelho-alaranjados, independentes dos cloroplastos e posicionados na porção anterior da célula. Há relatos de estigmas de composição variada: alguns contêm α-caroteno e sete tipos de xantofila, outros são compostos predominantemente de β-carotenos, ou de um de seus derivados, a equinona.
Todas as espécies de euglenóides que possuem um estigma e um aparato flagelar exibem fototaxia, geralmente nadando contra a luz forte (fototaxia negativa) e nadando do escuro em direção à luz (fototaxia positiva), preferindo luz de baixa intensidade. Apesar de fazer parte do processo de fototaxia, o estigma não é o fotorreceptor que responde as mudanças de luminosidade do ambiente.

## Reprodução
Em Euglenophyta, a reprodução sexuada é desconhecida, A divisão celular ocorre do ápice para base e cada célula filha conserva um dos flagelos da célula-mãe, sintetizando o outro par “de novo”. Em resposta a modificações nas condições ambientais, os euglenóides podem formar cistos, que funcionam com uma fase de resistência. A formação dos cistos envolve a perda dos flagelos, aumento no número de grânulos de paramilo estocados, alteração do formato celular (torna-se uma esfera), aumento do número de corpos mucíferos e deposição externa de várias camadas de mucilagem.

## Floração
As florações de Euglenophyta ocorrem  em ambientes ricos em matéria orgânica e amônia. Euglena  sanguinea tem  sido citada  por  vários  autores  como  uma  espécie  que, quando  em  floração,  pode  conferir  coloração avermelhada  a  água.  Esta  coloração  deve-se  à presença de grânulos de hematocromo na célula da alga, que aumentam rapidamente em quantidade sob condições  de  estresse  como  altas  temperaturas  e luminosidade.

## Classificação
Classe Euglenoidea
Ordem Heteronematales - Representantes: Peranema sp.
Ordem Eutreptiales - Representantes: Eutreptia sp., Eutreptiella sp. (Estuários) e Distgma sp. (Água-doce)
Ordem Euglenales -Representantes: Euglena sp, Trachelomonas sp., Phacus sp. Colacium sp. e Astasia sp. (incolor)
Ordem Rhabdomonadales
Ordem Sphenomonadales